# Syrphoctonus sauteri
Syrphoctonus sauteri är en stekelart som beskrevs av Tohru Uchida 1957. Syrphoctonus sauteri ingår i släktet Syrphoctonus och familjen brokparasitsteklar. Inga underarter finns listade i Catalogue of Life.